# Леонов, Михаил Георгиевич
Михаил Георгиевич Леонов (род. 1938, Москва) — российский учёный-геолог, лауреат премии имени Н. С. Шатского (1997).

## Биография
Родился 11 августа 1938 года в Москве в семье геолога Г. П. Леонова (1908—1983). Брат Леонов, Юрий Георгиевич (1934—2017) — геолог.
Учился в геошколе при МГУ, затем 4 года служил на Северном флоте в рядах ВМФ СССР.
В 1962—1967 годах учился на Геологическом факультете МГУ.
С 1967 года работает в Геологическом институте АН СССР (с 1991 года РАН) в Москве.
Исследовал геологию флиша, меланжи и олистостромы на Кавказе. Участвовал в экспедициях в высокогорном Тянь-Шане и Памире, в результате которых сформулировал ряд фундаментальных положений:
- установил, что структура покровно-складчатых областей является результатом интерференции различных геодинамических режимов;
- выявил новую категорию внутриплитных структур — внутрибассейновые коллизионные швы;
- сформулировано понятие о релаксационном типе метаморфизма.

Создал новое научное направление в изучении тектоники и геодинамики консолидированной коры различных геоструктур.
В 1995 году организовал и возглавил, в Геологическом институте РАН, Лабораторию Тектоники консолидированной коры.
В 2005—2010 годах был директором ГИН РАН.
В настоящее время работает в Лаборатории тектоники консолидированной коры, отдела тектоники ГИН РАН, член Диссертационного совета по тектонике.

## Членство в советах и редакциях
- член учёного совета ГИН РАН
- член Специализированного учёного совета Государственного университета нефти и газа
- член Бюро Межведомственного тектонического комитета при ОНЗ РАН
- член редколлегий журналов ГИН РАН: «Геотектоника», «Стратиграфия. Геологическая корреляция», «Литосфера».

## Награды
- 1997 — Премия имени Н. С. Шатского за серию работ «Тектонические ансамбли и геодинамика покровно-складчатых областей».